# Raïon de Iaroslavl (oblast de Iaroslavl)
Le raïon de Iaroslavl  (en russe : Ярославский райо́н, Iaroslavski raïon) est une subdivision administrative (raïon) et une municipalité (okroug municipal) de l'oblast de Iaroslavl, en Russie. Son centre administratif est la ville de Iaroslavl , et il compte en tout 575localités, réparties dans 8 municipalités. Sa population s'élevait à 70 406 habitants en 2023.